# Pas de Recallers
El Pas de Recallers és un pas de muntanya situada a 1.112,7 m d'altitud situat en el terme municipal de Conca de Dalt, del Pallars Jussà, dins de l'antic terme d'Hortoneda de la Conca.
Està situat a l'extrem sud-oriental de les Roques d'Eroles, a la dreta de la llau del Racó del Pou, al nord del Racó del Pou. És al nord-oest de la Roca Cavalls.